# Sauvigny-le-Bois
Sauvigny-le-Bois – miejscowość i gmina we Francji, w regionie Burgundia-Franche-Comté, w departamencie Yonne.
Według danych na rok 1990 gminę zamieszkiwało 641 osób, a gęstość zaludnienia wynosiła 42 osoby/km² (wśród 2044 gmin Burgundii Sauvigny-le-Bois plasuje się na 370. miejscu pod względem liczby ludności, natomiast pod względem powierzchni na miejscu 632.).